# 파인트
파인트(pint)는 야드파운드법과 미국 단위계에서 부피를 재는 단위이다. 1 영국 파인트는 568.26125 밀리리터이고 2 컵이며 1 쿼트의 1/2이며, 1 미국 액량 파인트는 1 갤런(3.785412 리터)의 1/8인 473.176473 밀리리터이고 2컵이며 1 쿼트의 1/2이다.